# Prättigau
Prättigau (rétorománsky Partenz) je údolí v kantonu Graubünden ve východní části Švýcarska. Protéká jím řeka Landquart.

## Geografie

Klosters (1954)

Údolí Prättigau se táhne západovýchodním směrem v délce téměř 40 kilometrů mezi vstupem do údolí u soutěsky Klus a pohořím Silvretta u Klosters. Údolím protéká řeka Landquart, která pramení v Silvrettě, a u stejnojmenné obce se vlévá do Rýna. Nejvyšším bodem Prättigau je Verstanclahorn (3297 m n. m.), nejnižší bod se nachází v soutěsce Klus (576 m n. m.). Plocha povodí Landquartu je přibližně 610 km².
Severní stranu údolí charakterizuje pohoří Rätikon s nápadnými vápencovými stěnami a téměř 3000 m vysokými vrcholy (Schesaplana, Drusenfluh, Sulzfluh) a přechody do rakouského Montafonu (ve spolkové zemi Vorarlbersko). Prättigau sousedí na západě s údolím Rýna u Churu, na jihu s regiony Schanfigg a Davos a na východě s Engadinem.
V Prättigau žije asi 15 000 obyvatel (k roku 2020). Úředním jazykem ve všech obcích je němčina, mluví se zde walserským, alemanským dialektem. Převažujícím vyznáním je evangelické reformované.

## Sídla
V Prättigau se nachází tyto politické obce:
- Conters
- Fideris
- Furna
- Grüsch
- Jenaz
- Klosters
- Küblis
- Luzein
- Schiers
- Seewis

Až do počátku 21. století byly samostatnými obcemi také:
- Fanas
- Saas im Prättigau
- St. Antönien
- Valzeina

Nejvýznamnějšími obcemi v Prättigau jsou Klosters a Schiers, dopravním uzlem je Küblis. Společně s Davosem jsou všechny obce Prättigau zařazeny do okresu Prättigau/Davos.

## Doprava

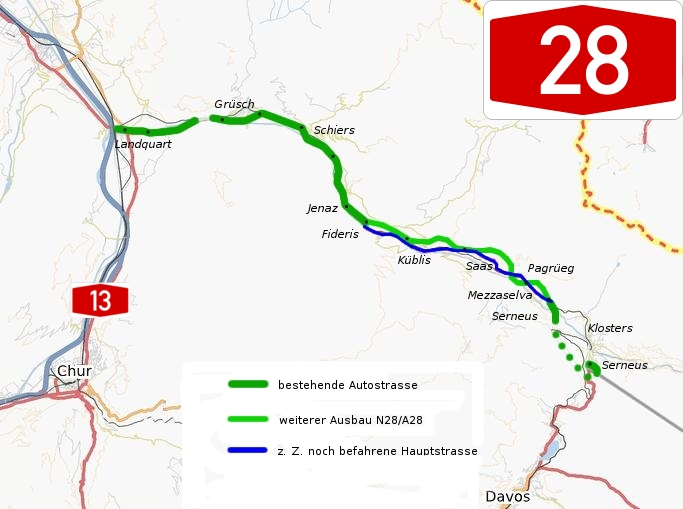
Mapa dopravy v Prättigau

Po celé délce údolí vede trať Rhétské dráhy, spojující Landquart, Klosters a Davos. Pokračování tunelem Vereina, otevřeným v roce 1999, pak umožňuje spojení do Engadinu. Hlavní silnice číslo 28, procházející údolím, byla v posledních letech výrazně rozšířena. Od června 2016, kdy byl zprovozněn obchvat Küblis, jsou všechny obce osvobozeny od tranzitní dopravy.

## Historie

### Nejstarší historie
Na základě jednotlivých archeologických nálezů se předpokládá, že Prättigau bylo osídleno již v době bronzové. Z doby železné pochází nejvýznamnější nález z raného období: v Schiers bylo poblíž fary nalezeno sídliště, které existovalo v době římské a v raném středověku.

### Středověk
Vývoj ve středověku byl od 12. století charakterizován různými feudály (hrabata z Kirchbergu, šlechtici z Aspermontu, baroni z Vazu, místodržící z Matschu, hrabata z Toggenburgu, hrabata z Montfortu, rakouští vévodové). O území se dělili s diecézí v Churu a s klášterem svatého Jakuba, který byl založen na počátku 13. století na místě dnešního reformovaného kostela v Klosters. V pozdním středověku se ve vyšších oblastech Prättigau od Davosu usadili německy mluvící Walserové. Jejich rostoucí počet významně přispěl k poněmčení údolí, které původně patřilo do rétorománské jazykové oblasti; koncem 16. století již bylo Prättigau německy mluvící. Od svého založení v roce 1436 patřily dvory v Prättigau k Lize deseti dvorů (německy Zehngerichtenbund), která se v roce 1450 spojila s ligou Gotteshausbund a v roce 1471 s Šedou neboli Horní ligou (Graubund). Spolu s údolími Davos a Schanfigg připadl Prättigau v této době k habsburským dědičným lénům.

### Novověk

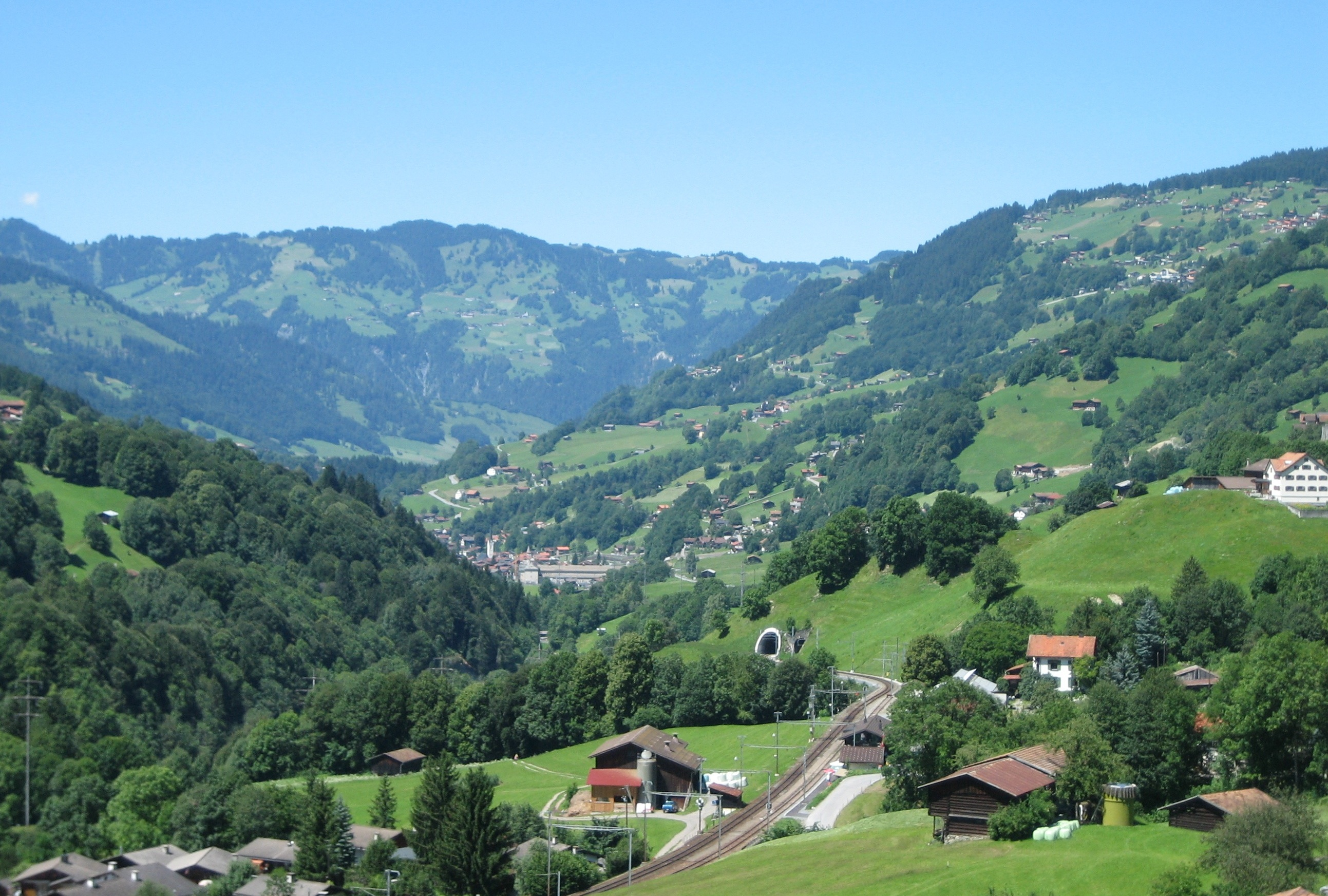
Prättigau poblíž Saasu

V 16. století bylo údolí reformováno a docházelo zde k četným střetům s katolickými Rakušany, kteří považovali obyvatele Prättigau za spojence protivné francouzské strany v boji o alpské průsmyky v dnešním Graubündenu. Po prohrané bitvě u Aquasanu nedaleko Saasu im Prättigau zničili Rakušané v roce 1622 mnoho vesnic a osad v údolí. Následující tvrdá zima v Graubündenu zasáhla Prättigau obzvlášť těžce.
O několik let později (1649–1652) se obyvatelé Prättigau spolu s ostatními dvory Zehngerichtebundu vykoupili z područí Rakouska. Od té doby byla konfederace plnohodnotným členem Svobodného státu tří lig, z něhož v roce 1803 vznikl na základě Napoleonova zprostředkovatelského aktu kanton Graubünden.
V 17. a 18. století působilo mnoho lidí z Prättigau v zahraničních službách jako žoldnéři (především ve Francii a Holandsku, ale také ve Španělsku a Itálii). Na počátku 19. století cestování pokleslo a od roku 1859 bylo zakázáno. Během této doby však mnoho lidí z Prättigau emigrovalo do sousedních zemí, do Ruska a později do Ameriky.
Stará údolní cesta přes Prättigau, dříve sotva schůdná cesta pro muly, byla v letech 1843–1863 rozšířena. Ve druhé polovině 19. století byl navíc Landquart regulován čímž vznikla cenná zemědělská půda, například na dně údolí mezi obcemi Schiers a Grüsch. Železniční trať přes Prättigau byla otevřena v roce 1889 po pouhém roce a půl výstavby; od roku 1890 trať pokračovala z Klostersu do Davosu.